# Clientelisme a l'URSS

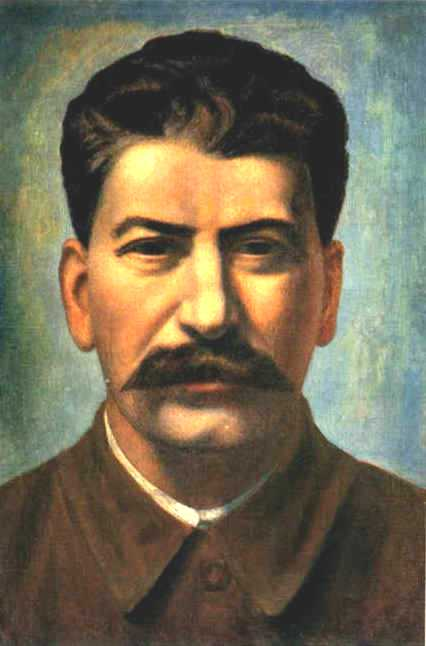
Stalin va fer servir la seva clientela per controlar el politburó

El clientelisme a l'URSS és la pràctica de clientelisme, altrament dit patronatge, polític al govern de l'antiga URSS.
Després que el líder soviètic Vladimir Lenin es retirés de la política el març del 1923, va tenir lloc una lluita per posicionar-se entre el nou primer ministre Aleksei Ríkov, l'editor del diari Pravda Nikolai Bukharin, el líder bolxevic Mikhail Tomsky, el fundador de l'exèrcit Lev Trotski, l'anterior primer ministre Lev Kàmenev, el líder del Komintern Grigory Zinóviev i el secretari general Ióssif Stalin. Stalin va emprar el patronatge per nomenar delegats estalinistes (com ara: Vyacheslav Molotov, Lazar Kaganovich, Grigory Ordzhonikidze i Mikhail Kalinin) per càrrecs del Politburó i el Sovnarkom per tal de decantar el nombre de vots a favor seu, aconseguint així que Stalin fos el líder de fet al país a partir del 1929.